# بيرترام رامزي
كان الأدميرال السير بيرترام هوم رامزي (مواليد 20 يناير 1883 - 2 يناير 1945) ضابطًا في البحرية الملكية . وقائد المدمرة بروكي خلال الحرب العالمية الأولى.
و في الحرب العالمية الثانية ، كان مسؤولاً عن انسحاب دونكيرك في عام 1940 وتخطيط وقيادة القوات البحرية في غزو فرنسا في عام 1944.

## الحياة الشخصية
ولد في قصر هامبتون كورت ،  من عائلة عريقة . كان والديه العميد ويليام ألكسندر رامزي وسوزان نيوكومب مينتشنر.  التحق بمدرسة كولشيستر رويال جرامر .
في 26 فبراير 1929 ، تزوج رامزي من هيلين مارغريت مينزيس ، ابنة العقيد تشارلز طومسون مينزيس. و كان لديهم ابنان ، هما:
- ديفيد فرانسيس رامزي (مواليد 1 أكتوبر 1933) الذي كتب كتابين ، ولديه طفلان ، مايكل رامزي (مايكل رامزي لديه طفلان هما ديفيد باريس رامزي وويليام بيرترام ألكسندر رامزي) (وجيمس رامزي (جيمس رامزي لديه طفلان هما بيرت وباكستر)
- تشارلز ألكسندر رامزي (12 أكتوبر 1936 - 31 ديسمبر 2017) الذي تلقى تعليمه في الأكاديمية العسكرية الملكية ساندهيرست وارتقى ليصبح مديرًا عامًا للجيش الإقليمي والحرس الشخصي للملكة في اسكتلندا. [6]

## عمله في البحرية
انضم رامزي إلى البحرية الملكية عام 1898. كطالب بحري ، تم إرساله إلى سفينة كريسكنت في أبريل 1899.  خدم في وقت لاحق على سفينة بريتانيا ، ثم أصبح ضابط صف خلال عام.  وبحلول منتصف عام 1902 ، كان مساعدًا ، وتم ابقائه في هذا المنصب حتى 15 سبتمبر 1902. ثم تم ترقيته إلى رتبة ملازم في 15 ديسمبر 1904.

## وفاته
في 2 يناير 1945 ، قتل رامزي عندما تحطمت طائرته عند الإقلاع في مطار توسوس لي نوبل جنوب غرب باريس. كان في طريقه إلى مؤتمر مع الجنرال برنارد مونتغمري في بروكسل .  تم دفن رامزي في المقبرة الجماعية الجديدة في سان جيرمان إن لاي .  أقيم نصب تذكاري لجميع الذين لقوا حتفهم في الحادث في توسس-لي-نوبل في مايو 1995. 

## روابط خارجية
- بيرترام رامزي على موقع الموسوعة البريطانية (الإنجليزية)